# 小行星4282
小行星4282，又称为圓舘星，是由日本业余天文学家上田清二和金田宏于1987年10月28日分别在釧路市、札幌市发现的主带小行星。
小行星4282以日本著名的小行星高产发现者圓舘金命名。